# إم إس سي سبلينديدا
إم إس سي سبلينديدا (بالإنجليزية: MSC Splendida) هي سفينة سياحية تمتلكها وتديرها شركة إم إس سي للرحلات البحرية، تم بنائها في أحواض شركة شانتيي دو لاتلونتيك ودخلت الخدمة في عام 2009.